# Банска Бистрица
 Тази статия е за града в Словакия.  За замъка вижте Банска Бистрица (замък).  
Банска Бистрица (на словашки: Banská Bystrica) е град в Централна Словакия, център на Банскобистришкия край. Разположен е на река Хрон в Татрите, а населението му е около 82 000 души (2005). В миналото Банска Бистрица е била важен миньорски център.

## Личности
- Любомир Гулдан (р. 1983), словашки футболист национал

## Побратимявания
Банска Бистрица има няколко побратимени града и партньори около света:
| - – Алба, Италия, от 1967 - – Дърам, Великобритания, от 1967 - – Храдец Кралове, Чехия, от 1967 - – Шалготарян, Унгария, от 1967 - – Тула, Русия, от 1967 - – Херцлия, Израел, от 1995 - – Лариса, Гърция, от 1995 - – Монтана, България, от 1995 - – Търнобжег, Полша, от 1995 | - – Задар, Хърватия, от 1995 - – Асколи Пичено, Италия, от 1998 - – Халберщат, Германия, от 1998 - – Дабаш, Унгария, от 2000 - – Будва, Черна Гора, от 2001 - – Радом, Полша, от 2001 - – Ковачица, Сърбия, от 2002 - – Вършац, Сърбия, от 2004 - – Сент Етиен, Франция, от 2006 |

## Други
На Банска Бистрица е наречена улица в квартал „Суходол“ в София (Карта).